# فرودگاه هائجو
فرودگاه هائجو (به انگلیسی: Haeju Airport) یک فرودگاه همگانی با کد یاتا HAE است که یک باند فرود چمن دارد و طول باند آن ۱۸۹۰ متر است. این فرودگاه در کشور کره شمالی قرار دارد و در ارتفاع ۴۰ متری از سطح دریا واقع شده‌است.